# Fontaines protégées aux monuments historiques en Auvergne-Rhône-Alpes
Cet article dresse la liste des fontaines protégées au titre des monuments historiques dans la région Auvergne-Rhône-Alpes.
| Nom                                             | Commune                  | Département  | Identifiant Mérimée   | Statut                                                 | Date de protection       | Image |
| ----------------------------------------------- | ------------------------ | ------------ | --------------------- | ------------------------------------------------------ | ------------------------ | ----- |
| fontaine-lavoir de Collonges                    | Saint-Sorlin-en-Bugey    | Ain          | PA00116567            | monument historique inscrit                            | 1973-05-08               |       |
| Sainte-Fontaine                                 | Flaxieu                  | Ain          | PA00116401            | monument historique inscrit                            | 1926-07-09               |       |
| fontaine des Quatre Goulettes                   | Gex                      | Ain          | PA00116406            | monument historique inscrit                            | 1929-06-25               |       |
| fontaine de Ferney-Voltaire                     | Ferney-Voltaire          | Ain          | PA00116397            | monument historique inscrit                            | 1988-04-19               |       |
| calvaire-fontaine de Miribel                    | Miribel                  | Ain          | PA00116426            | monument historique inscrit                            | 1929-06-25               |       |
| Grandes Fontaines                               | Bourg-Saint-Andéol       | Ardèche      | PA00116665            | monument historique inscrit                            | 1946-11-23               |       |
| fontaine de Baix                                | Baix                     | Ardèche      | PA00116639            | monument historique inscrit                            | 1984-08-29               |       |
| fontaine de La Voulte-sur-Rhône                 | La Voulte-sur-Rhône      | Ardèche      | PA00116870            | monument historique classé                             | 1982-12-06               |       |
| fontaine d'Albepierre-Bredons                   | Albepierre-Bredons       | Cantal       | PA00093427            | monument historique inscrit                            | 1987-06-30               |       |
| fontaine Monthyon                               | Mauriac                  | Cantal       | PA15000024            | monument historique inscrit                            | 2003-05-19               |       |
| fontaine de Ségur-les-Villas                    | Ségur-les-Villas         | Cantal       | PA00093754            | monument historique inscrit                            | 1992-08-21               |       |
| fontaine de Moussages                           | Moussages                | Cantal       | PA00093561            | monument historique inscrit                            | 1971-10-20               |       |
| fontaine, Rue des Lacs, Rue Marchande           | Saint-Flour              | Cantal       | PA00093613            | monument historique inscrit                            | 1946-10-14               |       |
| fontaine de la Marquise                         | Grignan                  | Drôme        | PA26000032 IA26000214 | monument historique inscrit                            | 2016-03-25               |       |
| fontaine et vieux lavoir à arcades              | Mollans-sur-Ouvèze       | Drôme        | PA00116982            | monument historique inscrit                            | 1926-07-13               |       |
| fontaine de Mirabel-aux-Baronnies               | Mirabel-aux-Baronnies    | Drôme        | PA00116977            | monument historique inscrit                            | 1978-09-07               |       |
| fontaine publique de Rochegude                  | Rochegude                | Drôme        | PA00117024            | monument historique inscrit                            | 1926-07-17               |       |
| fontaine place Jouvenet                         | Vienne                   | Isère        | PA00117330            | monument historique inscrit                            | 1925-04-30               |       |
| fontaine du Jeu de Paume                        | Vienne                   | Isère        | PA00117328            | monument historique classé                             | 1924-03-06               |       |
| fontaine de place de l'Hôtel-de-Ville de Vienne | Vienne                   | Isère        | PA00117329            | monument historique classé                             | 1924-03-06               |       |
| fontaine de Crémieu                             | Crémieu                  | Isère        | PA00117156            | monument historique inscrit                            | 1980-12-31               |       |
| fontaine Notre-Dame-du-Reclus                   | Crémieu                  | Isère        | PA00117157            | monument historique inscrit                            | 1980-12-31               |       |
| fontaine, place Paul-Brachet                    | Mens                     | Isère        | PA00117218            | monument historique inscrit                            | 1961-05-23               |       |
| fontaine place de la Halle à Mens               | Mens                     | Isère        | PA00117216            | monument historique inscrit                            | 1961-05-23               |       |
| fontaine de place de la Mairie de Mens          | Mens                     | Isère        | PA00117217            | monument historique inscrit                            | 1961-05-23               |       |
| fontaine, allée Billery                         | Sassenage                | Isère        | PA00117282            | monument historique inscrit                            | 1943-06-10               |       |
| fontaine, place au plâtre                       | Sassenage                | Isère        | PA00117283            | monument historique inscrit                            | 1943-06-09               |       |
| fontaine, place de la République                | Sassenage                | Isère        | PA00117284            | monument historique classé                             | 1943-06-09               |       |
| fontaine, rue du Faubourg-Saint-Jean            | Le Puy-en-Velay          | Haute-Loire  | PA00092754            | monument historique inscrit                            | 1972-06-22               |       |
| fontaine du Plot                                | Le Puy-en-Velay          | Haute-Loire  | PA00092755            | monument historique classé                             | 1907-04-13               |       |
| fontaine des Tables                             | Le Puy-en-Velay          | Haute-Loire  | PA00092756            | monument historique classé                             | 1907-04-13               |       |
| fontaine du Theron                              | Le Puy-en-Velay          | Haute-Loire  | PA00092757            | monument historique classé                             | 1907-04-13               |       |
| fontaine Crozatier                              | Le Puy-en-Velay          | Haute-Loire  | PA43000050            | monument historique inscrit                            | 2006-03-20               |       |
| fontaine de La Chaise-Dieu                      | La Chaise-Dieu           | Haute-Loire  | PA00092636            | monument historique inscrit                            | 1934-03-26               |       |
| fontaine Saint-Julien de Brioude                | Brioude                  | Haute-Loire  | PA00092617            | monument historique inscrit                            | 1972-12-27               |       |
| fontaine de Saint-Bonnet-le-Château             | Saint-Bonnet-le-Château  | Loire        | PA00117579            | monument historique inscrit                            | 1938-06-28               |       |
| fontaine de la Conche                           | Saint-Just-en-Chevalet   | Loire        | PA00117636            | monument historique classé                             | 1982-12-06               |       |
| fontaine de Besse-et-Saint-Anastaise            | Besse-et-Saint-Anastaise | Puy-de-Dôme  | PA00091895            | monument historique inscrit                            | 1926-01-21               |       |
| fontaine de la Croix de la Mission              | Billom                   | Puy-de-Dôme  | PA00135212            | monument historique inscrit                            | 1995-02-13               |       |
| fontaine de la Halle                            | Billom                   | Puy-de-Dôme  | PA00135214            | monument historique inscrit                            | 1995-02-13               |       |
| fontaine de l'Éperon                            | Billom                   | Puy-de-Dôme  | PA00135213            | monument historique inscrit                            | 1995-02-13               |       |
| fontaine de Saint-Saturnin                      | Saint-Saturnin           | Puy-de-Dôme  | PA00092392            | monument historique classé                             | 1889                     |       |
| fontaine-calvaire de Ponteix                    | Aydat                    | Puy-de-Dôme  | PA00092500            | monument historique inscrit                            | 1990-11-26               |       |
| fontaine d'Urbain II                            | Clermont-Ferrand         | Puy-de-Dôme  | PA00132798            | monument historique inscrit                            | 1994-11-25               |       |
| fontaine Delille                                | Clermont-Ferrand         | Puy-de-Dôme  | PA63000087            | monument historique inscrit                            | 2007-05-21               |       |
| fontaine de la Pyramide                         | Clermont-Ferrand         | Puy-de-Dôme  | PA00092548            | monument historique inscrit                            | 1992-03-05               |       |
| fontaine du Terrail                             | Clermont-Ferrand         | Puy-de-Dôme  | PA00091994            | monument historique inscrit                            | 1987-02-12               |       |
| fontaine d'Amboise                              | Clermont-Ferrand         | Puy-de-Dôme  | PA00091993            | monument historique classé                             | 1886-07-12               |       |
| fontaine des Quatre-Saisons                     | Clermont-Ferrand         | Puy-de-Dôme  | PA00092551            | monument historique inscrit                            | 1992-03-05               |       |
| fontaine au linteau sculpté                     | Clermont-Ferrand         | Puy-de-Dôme  | PA00091995            | monument historique inscrit                            | 1987-02-12               |       |
| fontaine du Lion de Clermont-Ferrand            | Clermont-Ferrand         | Puy-de-Dôme  | PA00092046            | monument historique inscrit                            | 1931-04-17               |       |
| fontaine de Vic-le-Comte                        | Vic-le-Comte             | Puy-de-Dôme  | PA00092462            | monument historique inscrit                            | 1956-04-26               |       |
| fontaine de la Flèche                           | Clermont-Ferrand         | Puy-de-Dôme  | PA00092508            | monument historique inscrit                            | 1990-03-23               |       |
| fontaine des Lions                              | Clermont-Ferrand         | Puy-de-Dôme  | PA00092509            | monument historique inscrit                            | 1990-03-23               |       |
| fontaine des Lions                              | Plauzat                  | Puy-de-Dôme  | PA00092243            | monument historique inscrit                            | 1986-10-27               |       |
| fontaine de Chazerat                            | Riom                     | Puy-de-Dôme  | PA00092270            | monument historique inscrit                            | 1925-06-20               |       |
| fontaine Ballainvilliers                        | Riom                     | Puy-de-Dôme  | PA00092272            | monument historique inscrit                            | 1927-02-09               |       |
| fontaine du Crapaud                             | Riom                     | Puy-de-Dôme  | PA00092273            | monument historique inscrit                            | 1988-12-30               |       |
| fontaine d'Adam et Ève                          | Riom                     | Puy-de-Dôme  | PA00092271            | monument historique classé                             | 1913-11-15               |       |
| fontaine des Lions                              | Riom                     | Puy-de-Dôme  | PA00092274            | monument historique inscrit                            | 1971-10-22               |       |
| fontaine du Refuge                              | Riom                     | Puy-de-Dôme  | PA00092275            | monument historique inscrit                            | 1927-02-09               |       |
| fontaine de Chas                                | Chas                     | Puy-de-Dôme  | PA00091957            | monument historique classé                             | 1895-12-11               |       |
| fontaine de Montjoli                            | Artonne                  | Puy-de-Dôme  | PA00091871            | monument historique inscrit                            | 1926-01-21               |       |
| fontaine d'Artonne                              | Artonne                  | Puy-de-Dôme  | PA00091872            | monument historique inscrit                            | 1926-01-21               |       |
| fontaine de Marsat                              | Marsat                   | Puy-de-Dôme  | PA00092178            | monument historique inscrit                            | 1926-11-12               |       |
| fontaine de la rue de l'Île                     | Annecy                   | Haute-Savoie | PA00118347            | monument historique inscrit                            | 1930-10-16               |       |
| fontaine Quiberet                               | Annecy                   | Haute-Savoie | PA00118348            | monument historique inscrit                            | 1943-01-18               |       |
| fontaine de Thonon-les-Bains                    | Thonon-les-Bains         | Haute-Savoie | PA00118458 PA00118459 | monument historique inscrit monument historique classé | 1942-10-12 et 1930-04-14 |       |
| fontaine, place Jacques-Balmat                  | Chamonix-Mont-Blanc      | Haute-Savoie | PA00118369            | monument historique classé                             | 1941-03-26               |       |
| fontaine, avenue du Mont-Blanc                  | Chamonix-Mont-Blanc      | Haute-Savoie | PA00118370            | monument historique classé                             | 1941-03-26               |       |
| fontaine de Bonneville                          | Bonneville               | Haute-Savoie | PA00118366            | monument historique inscrit                            | 1942-11-16               |       |
| fontaine de Taninges                            | Taninges                 | Haute-Savoie | PA00118449            | monument historique inscrit                            | 1931-10-07               |       |
| fontaine de Cluses                              | Cluses                   | Haute-Savoie | PA00118377            | monument historique inscrit                            | 1984-05-04               |       |
| fontaine de Samoëns                             | Samoëns                  | Haute-Savoie | PA74000025            | monument historique inscrit                            | 2015-01-16               |       |
| fontaine des éléphants                          | Chambéry                 | Savoie       | PA00118233            | monument historique classé                             | 1982-05-07               |       |
| fontaine de la Grande-Place d’Albertville       | Albertville              | Savoie       | PA00118178            | monument historique inscrit                            | 1928-09-08               |       |
| fontaine de la Grande-Rue d’ Albertville        | Albertville              | Savoie       | PA00118179            | monument historique inscrit                            | 1928-09-08               |       |
| fontaine des deux Bourneaux                     | Chambéry                 | Savoie       | PA00118232            | monument historique inscrit                            | 1943-01-28               |       |
| fontaine de Modane                              | Modane                   | Savoie       | PA00118275            | monument historique inscrit                            | 1951-03-29               |       |